# Perusahaan Listrik Negara

Logo Perusahaan Listrik Negara (PLN)

PT Perusahaan Listrik Negara (Persero) (PLN) – indonezyjskie przedsiębiorstwo państwowe, które ma monopol na dystrybucję energii elektrycznej w Indonezji i wytwarza większość energii elektrycznej w tym kraju (176,4 TWh w 2015 r.). Zostało założone w 1945 roku.